# Jonathan Palmer
Jonathan Charles Palmer (Londra, 7 novembre 1956) è un ex pilota automobilistico britannico.
Campione di F3 inglese e di Formula 2, passò gran parte della carriera dividendosi tra Formula 1 e sportprototipi. Nella massima serie corse per Williams, RAM, Zakspeed e Tyrrell, scuderia a cui sono legati i suoi migliori risultati e con cui vinse il Trofeo Jim Clark, riservato ai piloti che guidavano vetture a motore aspirato.
Terminata la sua carriera nel mondo dell'automobilismo si è lanciato nel mondo del business, acquistando diversi circuiti britannici.
È padre di Jolyon, pilota di Formula 1 nelle stagioni 2016 e 2017.

## Carriera

### Gli inizi
Figlio di un medico, Palmer si appassionò alle corse fin da bambino e da studente disputò le sue prime gare a bordo di una Austin-Healey Sprite e successivamente di una Marcos. Tentò anche il passaggio in Formula Ford, ma la mancanza di fondi gli impedì momentaneamente di proseguire la carriera nelle serie maggiori dello sport automobilistico. Nel frattempo continuò gli studi in medicina alla Guy's Hospital Medical School, laureandosi nel 1979, e cominciò ad esercitare la professione in un ospedale del Sussex fino al 1981, quando decise di prendersi un anno sabbatico per correre in Formula 3.
Il suo debutto nella categoria venne caratterizzato dai soliti problemi nella ricerca di denaro, ma riuscì comunque a mettersi immediatamente in luce vincendo il titolo di F3 inglese e guadagnandosi un contratto per correre in Formula 2 alla guida di una Ralt-Honda. Dopo un anno di apprendistato nella categoria, in cui ottenne una pole position a Donington e un terzo posto come miglior risultato, nel 1983 riuscì ad imporsi vincendo il titolo europeo.

### Formula 1 e sportprototipi

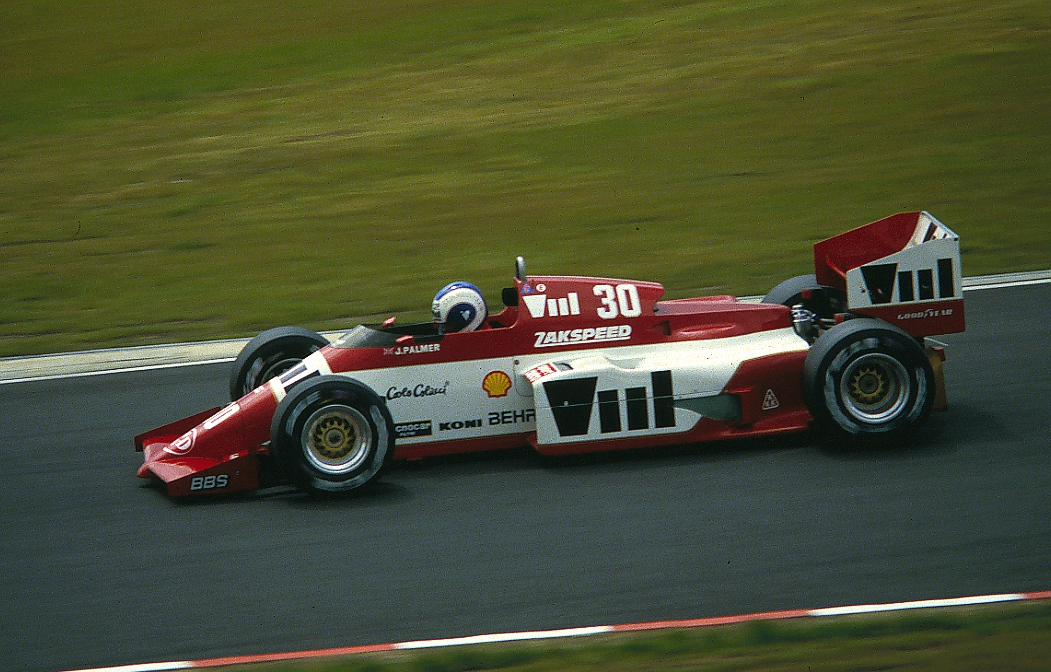
Palmer con la Zakspeed 841 al Gran Premio di Germania 1985

Palmer fece il suo primo assaggio di Formula 1 nel 1982, quando Frank Williams gli offrì di testare una delle sue vetture, impressionato dai buoni risultati che il giovane stava ottenendo nelle categorie inferiori. L'anno seguente lo stesso Williams gli mise a disposizione una terza vettura per disputare il Gran Premio d'Europa; per l'occasione si qualificò venticinquesimo (facendo meglio del compagno di squadra Laffite che mancò la qualificazione) e chiuse la corsa tredicesimo.
Negli anni seguenti si accordò con scuderie di bassa classifica, come RAM e Zakspeed, con cui non riuscì mai ad ottenere punti. Nel 1987, la Tyrrell gli offrì un contratto triennale. Lo stesso anno vinse il Trofeo Jim Clark come miglior pilota in una vettura senza turbocompressore, grazie anche a una prestazione di alto livello al Gran Premio d'Australia, in cui colse un 4º posto, suo miglior risultato in carriera, dopo una lunga rimonta. Alla scadenza del suo contratto fece poi da tester per la McLaren.

La Porsche 956 GTi dell'equipaggio Palmer-Lammers, seconda alla 1000 km di Imola (1984).

Contemporaneamente gareggiò anche negli sportprototipi. La sua laurea gli fu utile quando, nel 1985, riportò gravi ferite al piede destro in un incidente durante le qualifiche della 1000 km di Spa-Francorchamps, gara poi funestata dalla morte di Stefan Bellof: di fronte ai soccorritori, in difficoltà e incerti sul da farsi davanti al suo piede incastrato tra le lamiere della sua Porsche e all'emorragia in atto, Jonathan, con incredibile freddezza e nonostante un incombente stato di shock, li guidò nelle prime fasi del soccorso, permettendo di stabilizzare la situazione fino al trasporto in ospedale.

### Dopo il ritiro
È stato anche commentatore televisivo di ITV dal 1993, dopo la morte di James Hunt al 1997 quando fu sostituito da Martin Brundle, appena ritiratosi dalla F1.
Nel 2004 ha acquistato, per una cifra non comunicata, i circuiti britannici appartenenti al gruppo di Brands Hatch (Brands Hatch, Cadwell Park, Oulton Park e Snetterton), proponendosi quindi come imprenditore nel campo dell'automobilismo sportivo.

## Risultati in F1
| 1983 | Scuderia | Vettura |  |  |  |  |  |  |  |  |  |  |  |  |  |    |  |  |  | Punti | Pos. |
| ---- | -------- | ------- |  |  |  |  |  |  |  |  |  |  |  |  |  | -- |  |  |  | ----- | ---- |
| 1983 | Williams | FW08C   |  |  |  |  |  |  |  |  |  |  |  |  |  | 13 |  |  |  | 0     |      |

| 1984 | Scuderia | Vettura |   |     |    |   |    |    |  |     |     |     |     |   |   |     |     |     |  | Punti | Pos. |
| ---- | -------- | ------- | - | --- | -- | - | -- | -- |  | --- | --- | --- | --- | - | - | --- | --- | --- |  | ----- | ---- |
| 1984 | RAM      | 01 e 02 | 8 | Rit | 10 | 9 | 13 | NQ |  | Rit | Rit | Rit | Rit | 9 | 9 | Rit | Rit | Rit |  | 0     |      |

| 1985 | Scuderia | Vettura |  |     |     |    |  |  |     |     |     |     |     |  |  |  |  |  |  | Punti | Pos. |
| ---- | -------- | ------- |  | --- | --- | -- |  |  | --- | --- | --- | --- | --- |  |  |  |  |  |  | ----- | ---- |
| 1985 | Zakspeed | 841     |  | Rit | Rit | 11 |  |  | Rit | Rit | Rit | Rit | Rit |  |  |  |  |  |  | 0     |      |

| 1986 | Scuderia | Vettura |     |     |     |    |    |     |   |     |   |     |    |     |     |    |    |   |  | Punti | Pos. |
| ---- | -------- | ------- | --- | --- | --- | -- | -- | --- | - | --- | - | --- | -- | --- | --- | -- | -- | - |  | ----- | ---- |
| 1986 | Zakspeed | 861     | Rit | Rit | Rit | 12 | 13 | Rit | 8 | Rit | 9 | Rit | 10 | Rit | Rit | 12 | 10 | 9 |  | 0     |      |

| 1987 | Scuderia | Vettura |    |     |     |   |    |   |   |   |   |    |    |    |     |   |   |   |  | Punti | Pos. |
| ---- | -------- | ------- | -- | --- | --- | - | -- | - | - | - | - | -- | -- | -- | --- | - | - | - |  | ----- | ---- |
| 1987 | Tyrrell  | DG016   | 10 | Rit | Rit | 5 | 11 | 7 | 8 | 5 | 7 | 14 | 14 | 10 | Rit | 7 | 8 | 4 |  | 7     | 11º  |

| 1988 | Scuderia | Vettura |     |    |   |    |   |   |     |     |    |     |    |    |     |     |    |     |  | Punti | Pos. |
| ---- | -------- | ------- | --- | -- | - | -- | - | - | --- | --- | -- | --- | -- | -- | --- | --- | -- | --- |  | ----- | ---- |
| 1988 | Tyrrell  | 017     | Rit | 14 | 5 | NQ | 6 | 5 | Rit | Rit | 11 | Rit | 12 | NQ | Rit | Rit | 12 | Rit |  | 5     | 14º  |

| 1989 | Scuderia | Vettura    |   |   |   |     |   |     |    |     |     |    |    |     |   |    |     |    |  | Punti | Pos. |
| ---- | -------- | ---------- | - | - | - | --- | - | --- | -- | --- | --- | -- | -- | --- | - | -- | --- | -- |  | ----- | ---- |
| 1989 | Tyrrell  | 017B e 018 | 7 | 6 | 9 | Rit | 9 | Rit | 10 | Rit | Rit | 13 | 14 | Rit | 6 | 10 | Rit | NQ |  | 2     | 25º  |

| Legenda | 1º posto     | 2º posto | 3º posto    | A punti         | Senza punti/Non class.  | Grassetto – Pole position Corsivo – Giro più veloce |
| Legenda | Squalificato | Ritirato | Non partito | Non qualificato | Solo prove/Terzo pilota | Grassetto – Pole position Corsivo – Giro più veloce |